# Clypeoniscus cantacuzenei
Clypeoniscus cantacuzenei là một loài chân đều trong họ Cabiropidae. Loài này được Bourdon miêu tả khoa học năm 1967.